# Luigi Giussani
Luigi Giovanni Giussani (Desio, 1922. október 15. – Milánó, 2005. február 22.) olasz teológus, egyetemi lelkész, a Comunione e Liberazione (CL) katolikus lelkiségi mozgalom alapítója.

## Életrajza
Egy Milánó közelében lévő kisvárosban, Desióban született. Édesanyja, Angelina Gelosa a hit hétköznapi megélésére nevelte, édesapjától, Beniamino Giussani restaurátortól és szocialista eszméket valló anarchistától a zene iránti rajongását és a dolgok értelmének állandó keresését örökölte.
1933-ban belépett a sevesói egyházmegyei szemináriumba. 1938-ban átkerült a venegonói szemináriumba. Kispaptársaival Studium Christi címmel lapot szerkesztettek, azzal a szándékkal, hogy Krisztus központiságát felfedezzék a tantárgyak megértésében. 1945-ben szentelték pappá.
1945 és 1954 között dogmatikát tanított a venegonói szemináriumban. Kutatási területei: a patrológia és az amerikai protestáns teológia. Fundamentális teológiában kutatta a hit és az Egyházhoz való csatlakozás racionális okainak elmélyítését.
1954-től 1964-ig középiskolai hittanár a milánói Berchet Gimnáziumban. Ezekben az években kezdte el kutatói és írói tevékenységét a nevelés témájában. A Katolikus Enciklopédia nevelés szócikkét szerkesztette.
1964 és 1990 között a Bevezetés a teológiába című kurzust oktatta Milánóban a Sacro Cuore (Szent Szív) Katolikus Egyetemen, és tanulmányokat folytatott az Egyesült Államokban. 1969-ben megszületett mozgalmának neve: Comunione e Liberazione (CL).
1980-ban Blachnicki lengyel atyával, a Luce e Vita (Fény és élet) mozgalom megalapítójával együtt megszervezte a mozgalmak első nemzetközi találkozóját Varsó közelében. December 8-án a Laikusok Pápai Tanácsa elismerte a Memores Domini világi társulást, mely a CL-n belül az elkötelezett laikusokat foglalja magába. 1982-ben a ranácsa elismeri a Comunione e Liberazione Testvériség (CL) kánonjogi státusát.
1993-ban Giussani szerkesztésében megszületik az I libri dello spirito cristiano (A keresztény lelkiség könyvei) című sorozat. 1995. december 11-én a New York-i ENSZ-székházban bemutatták Vallásos érzék című könyve angol kiadását.
1998. május 30-án II. János Pál pápa a vatikáni Szent Péter téren találkozik a lelkiségi mozgalmakkal és az új közösségekkel. Don Giussani a többi alapítóval együtt tanúságtételt tett. 2002. február 11-én, a Comunione e Liberazione Testvérisége pápai elismerésének huszadik évfordulóján II. János Pál pápa saját kezűleg hosszú levelet írt don Giussaninak. 2002. október 15-én nyolcvanadik születésnapjára szintén személyes levelet kapott a pápától, majd 2004-ben, a Comunione e Liberazione születésének ötvenedik évfordulója alkalmából ismét.
2005. február 22-én hunyt el milánói lakásában.

## Tanításának összefoglalása
Az embereket ritkán érdekli a szöveg, de megdöbbenti őket egy élő jelenlét.
A klasszikus értelemben vett keresztény igazságokhoz az ember megélt tapasztalatain keresztül jut el. Nem puszta elméleti ismeretet ad tovább, hanem a mindennapok megélt élményein át vezet tovább a hit felé.
Módszere az indukción alapul, melynek lépései: 
1. Az ember nem magyarázata önmagának, mert mindig több, mint önmaga.
2. Az ember transzcendens lény, aki Istenre tájolt.
3. A hit hiánya és a hit léte döntően befolyásoló tapasztalatok.
4. A transzcendens Isten elfogadása és a hit életet alakító tényező.
5. A hit nem tantételek összessége, hanem egy személybe vetett bizalom. Ez a személy: Jézus Krisztus.

## Kitüntetések, elismerések
- 1983: II. János Pál pápa pápai prelátusi címmel (monsignore) tünteti ki.
- 1987: Az Apostoli Szentszék Laikusok Pápai Tanácsának tanácsadójává nevezik ki.
- 1994: Az Apostoli Szentszék Papi Kongregáció tanácsadójává nevezik ki.
- 1995: Megkapja a Bassano del Grappa-i „Nemzetközi Katolikus Kultúra Díjat”.
- 2002: Megkapja az olasz Isimbardi Medaglia d'oro di Riconoscenza díjat.
- 2003: Megkapja a Katolikus Iskolák Szülői Szervezetétől a „Macchi Díjat”.
- 2004: Megkapja a különleges társadalmi érdemekben kiemelkedő polgároknak járó „Sigillo Longobardo” díjat.

## Magyarul megjelent művei
- A modern ember vallási tudata / A keresztény tapasztalat útján; ford. Domokos György; Vigilia, Bp., 1994 (XX. századi keresztény gondolkodók)
- A keresztény tapasztalat útján, Vigilia Kiadó, Budapest, 1994
- A vallásos érzék; ford. Domokos György, előszó Erdő Péter; Vigilia, Bp., 1999 (XX. századi keresztény gondolkodók)
- A kereszténység kihívásának eredete; ford. Domokos György; Vigilia, Bp., 2002 (XX. századi keresztény gondolkodók)
- A nevelés kockázata; ford. Kisdi Ágnes; Szt. István Társulat, Bp., 2005 (Pázmány könyvek sorozat)
- Lehet így élni? A keresztény lét szokatlan megközelítése, 1-3.; ford. Domokos György; Szt. István Társulat, Bp., 2008-2009
  - A hit
  - A remény
  - A szeretet
- Miért az Egyház?; ford. Domokos György; Vigilia, Bp., 2014 (XX. századi keresztény gondolkodók)